# Anthomyia fumipennis
Anthomyia fumipennis este o specie de muște din genul Anthomyia, familia Anthomyiidae, descrisă de Stein în anul 1919. Conform Catalogue of Life specia Anthomyia fumipennis nu are subspecii cunoscute.